# Wolfman (computerspel)
Wolfman is een tekstadventure dat in 1988 door CRL uitgebracht werd voor de Commodore 64, Amstrad CPC en ZX Spectrum homecomputers.

## Verhaal
Na een diepe slaap wordt de protagonist wakker met gescheurde en bebloede kleren, maar zelf heeft hij geen verwondingen. Als hij door een raam kijkt, ziet hij het lichaam van een dood meisje liggen met haar keel doorgesneden. Hij realiseert zich dan dat hij in werkelijkheid een weerwolf is en dat hij op de een of andere manier een remedie voor zijn aandoening moet vinden. Tegelijkertijd moet hij ontsnappen aan de gewelddadige vergelding door de woedende dorpelingen. Nadat hij verliefd is geworden op een meisje genaamd Nadia, moet hij haar redden wanneer ze wordt ontvoerd, terwijl hij doorgaat met het zoeken naar een remedie voor zijn lykantropie.

## Verloop van het spel
Wolfman is een standaard tekstadventure met statische graphics op sommige plaatsen om de toon te zetten en sfeer te creëren.  Het spel is verdeeld in drie delen, waarbij de speler de rol van weerwolf aanneemt in deel een en drie en de rol van het meisje in deel twee.

## Ontvangst
Net als de vorige CRL tekstadventures Dracula, Frankenstein en Jack the Ripper kreeg ook Wolfman een certificatie van de British Board of Censors, meerbepaald een 18-certificaat omwille van zijn graphics met bloederige scènes.